# Jeanne Olivier
Pour les articles homonymes, voir Olivier (homonymie).
Jeanne-Adélaïde Gérardin, dite Jeanne Olivier, plus connue sous le surnom de Mademoiselle Olivier, est une actrice française née à Londres le 21 mars 1764 et morte à Paris le 21 septembre 1787.

## Biographie
Elle débute à la Comédie-Française en 1780 et devient Sociétaire de la Comédie-Française en 1782.
Elle meurt en 1787.